# Verlorene Stämme Israels
Als die Verlorenen Stämme Israels (hebräisch עשרת השבטים‎ aseret ha-schvatim oder השבטים‎ ha-shvatim) bezeichnet man die zehn israelitischen Stämme, die nach der Eroberung des Nordreiches Israel durch die Assyrer im Jahr 722/21 v. Chr. im Rahmen der Zwangsumsiedlungen im Assyrischen Reich unter Sargon II. umgesiedelt wurden (2 Kön 17,6 ) und seitdem als verschollen gelten. Im Laufe der Zeit wurde von verschiedenen Gruppen angenommen, dass es sich bei ihnen um Nachkommen der verlorenen Stämme handelt.

## Entstehung
Das israelitische Nordreich wurde von den zehn Stämmen Ascher, Dan, Ephraim, Gad, Issachar, Manasse, Naftali, Ruben, Sebulon und Simeon der insgesamt zwölf Stämme Israels bewohnt. Nach der Eroberung durch die Assyrer im Jahr 722/21 v. Chr. unter Sargon II. wurde ein großer Teil der Einwohner umgesiedelt. (2 Kön 17,6 ) Die übriggebliebenen vermischten sich mit den neu angesiedelten Einwohnern, und es entstand die Gruppe der Samaritaner. Im Laufe der Geschichte verlor sich die Spur der Deportierten, so gibt es nur noch Nachweise hebräischer Namen in Assyrien aus dem 5. Jahrhundert vor Christus. Man nimmt an, dass kleine Teile zurückkehrten, als das babylonische Reich das assyrische etwa 100 Jahre später ablöste.

## Anerkannte Gruppen
Bisher wurden vom israelischen Rabbinat zwei Gruppen als Nachfahren der 10 Stämme anerkannt. Damit steht ihnen eine Einwanderung nach Israel im Rahmen des Rückkehrgesetzes von 1950 offen:
- Die Falascha aus Äthiopien wurden als Abkömmlinge des Stammes Dan anerkannt. 1973 erfolgte die Anerkennung durch den sephardischen Oberrabbiner Ovadja Josef, dem 1975 der aschkenasische Oberrabbiner folgte.[2]

- Die Volksgruppe der Bnei Menashe („Söhne des Manasse“) aus den nordöstlich gelegenen indischen Bundesstaaten Manipur und Mizoram. 2005 wurden sie von Shlomo Amar, dem sephardischen Oberrabbiner Israels, als Nachfahren aus dem Stamm Manasse anerkannt.

## Hypothesen
Um den Verbleib der zehn Stämme sind im Laufe der Geschichte viele Hypothesen entstanden:
- Die mittelalterliche Tradition lokalisierte die verlorenen Stämme am Rande der Welt, irgendwo im Nordosten Asiens, jenseits des legendären Flusses Sambation, durch den sie von der Welt abgeschnitten werden, denn an den Wochentagen verhindert das Tosen und Toben des Flusses eine Überquerung, am Sabbat beruhigt er sich zwar, dann ist es aber den Juden verboten, den Fluss zu befahren. Erst beim Kommen des Messias würden sie den Fluss überwinden, ihr Auftauchen wäre so ein Zeichen der Endzeit. Das Volk war im Mittelalter als die Roten Juden (jiddisch „rojite jidlech“) bekannt.[3]
- Die seitherige jüdische und christliche Religionsgeschichte ist reich an Versuchen, die „verlorenen Stämme“ mit bestehenden Völkern und Stämmen zu identifizieren. Beispielsweise verbreitete sich in England im 19. Jahrhundert die These des Anglo-Israelismus, nach der die angelsächsischen Völker über die Skythen von den Israeliten abstammen sollen.
- Eine andere, ebenfalls im 19. Jahrhundert verbreitete Hypothese hielt die Indianer für Nachkommen der Verlorenen Stämme Israels. Als Beleg zog unter anderen der Schriftsteller Jacob Adair vermeintliche sprachliche Ähnlichkeiten heran. Auch das Mormonentum vertritt sie nach wie vor in seinen heiligen Schriften (Buch Mormon, Lehre und Bündnisse und Köstliche Perle). Der Ethnograph Garrick Mallery entkräftete jedoch diese Auffassung in seinem Buch Israeliten und Indianer.[4]
- Einige Stämme der Paschtunen in Afghanistan und Pakistan behaupten, sie gingen auf die Israeliten zurück, und bezeichnen sich selbst als Bani Israel, Kinder Israels. Sie pflegen Bräuche, die den jüdischen ähnlich sind, wie die Beschneidung am achten Tag nach der Geburt, entzünden Kerzen am Schabbat und die Leviratsehe. Sie folgen neben dem Koran einem alten Kodex namens Paschtunwali, den der Rabbiner Harry Rosenberg als „mosaisches Gesetz in seiner primitivsten Form“ bezeichnet. Die Stammesnamen Rubeni, Gadi, Aschuri, Efridi und Jusefai erinnern an die Stammesnamen, sie können aber auch durch den Islam an sie gekommen sein. Bis 2020 durchgeführte DNA-Tests geben kein einheitliches Bild.[1]
- Die Lemba im südlichen Afrika wurden als Nachfahren der jüdischen Priesterkaste bezeichnet.
- In den USA behaupten die Schwarzen Hebräer, eine Gruppe von Afroamerikanern, von sich selbst, dass sie von antiken Israeliten abstammen.
- Theison stellt 2010 die Ideengeschichte der „verlorenen Stämme“ in Südamerika und Europa seit den Zwangsbekehrungen der Juden auf der iberischen Halbinsel 1492 dar. Der Mythos wirkte in zwei Richtungen: Die christlichen Eroberer Südamerikas, z. B. Diego de Landa, behaupteten, dort Indianer, also Ur-Einwohner, mit jüdischen Merkmalen gefunden zu haben (Hebraismen, Hellhäutigkeit, sogar Beschneidungen u. a.). Damit sollte der Kontinent der christlichen Mission zugänglich gemacht werden. Dementsprechend stellte John Eliot den Mythos in den Mittelpunkt seiner Missionsarbeit. Die Millenaristen John Dury und Thomas Thorowgood untermauerten das theologisch und sahen mit der Entdeckung „indianischer Juden“ ein Tausendjähriges Reich anbrechen. Massenhafte Zwangstaufen der Indianer waren die Folge, um das Reich herbeizuführen. Die Indianer sollten den Sambation, den Fluss der rabbinischen Tradition, in Richtung Christentum überqueren. Das ist der Kern eines „puritanischen Philosemitismus“. Theison stellt dann die „Gegenrichtung“ des Mythos dar, nämlich die jüdische Seite. Die Spekulationen Eliots und Durys gingen zurück auf Antonio de Montezinos, eigentlich Aaron Levi, dessen neuer Name ihn schon als einen sehr frühen „Zionisten“ (mons = Berg, und -zinos aus Zion) ausweist. Sein häufig übersetzter märchenhafter Traktat über Juden, Angehörige des Stammes Reuven im Urwald Südamerikas, vor der Ankunft der übrigen Weißen, ist ein bewegendes Dokument des früh-neuzeitlichen Judentums. Im Gespräch mit den Indianern erkennt Montezinos seine jüdische Identität wieder; erst in Amerika, einem Land der Verheißung, kann er zu seinen Wurzeln zurückkehren. Erinnerung des Verdrängten angesichts anderer Verlorener: das nennt Theison den Beginn einer jüdischen Modernität.
- Der Gedanke, dass die weltweite Ausbreitung der Juden Voraussetzung für das Heil ist, wird von Menasse ben Israel politisch gewendet. Unter Berufung auf den Mythos und auf Montezinos fordert er von Oliver Cromwell, dass Juden wieder auf die Insel England einwandern dürfen („Hope of Israel“ 1650). Menasse meint, dass die Juden sich erst in Neuer und Alter Welt ganz verlieren müssen, um die Heilsgeschichte zu erfüllen. Nur England fehlt noch. Hier liegen die Anfänge einer Marranen-Theologie, die für das jüdische Denken ab dem 17. Jh., insbes. die Haskala, wichtig ist. Für die Juden wird es zur Pflicht, sich auf fremdem Gebiet zu bewegen, ohne eigenes aufzugeben. Erst wenn Israel die Fremde ganz durchschritten haben wird, wird der Messias die verlorenen Stämme über den Sambation geleiten.
- Schließlich erwähnt Theison Schabbtai Zvi. Schon 1665 gab es in Europa Berichte aus dem Orient und aus Nordafrika, dass die zehn Stämme sich im Anmarsch auf Gaza und auf die marokkanische „Wüste Goth“ befinden, geführt von Sabbatai. So gibt es auch in der auf Sabbatai gründenden jüdischen Theologie das Narrativ der verlorenen Stämme, es wird hier sogar verstärkt. Der Übergang auf das Feld eines anderen und die Erlösung gehören zusammen.
- Im Buch Mormon wird behauptet, nach der Zerstörung Jerusalems durch den babylonischen König Nebukadnezar II. und dem Beginn des Babylonischen Exils sei auch eine Besiedlung Amerikas erfolgt; die Siedler hätten sich in die Nephiten, die die Gebote Gottes hielten, und die vom Glauben abgefallenen Lamaniten aufgeteilt. Im 5. Jahrhundert sei es zum Kampf zwischen den Gruppen gekommen, wobei die Nephiten vernichtet worden seien; der letzte überlebende Nephit sei der Prophet Moroni gewesen, auf dessen Erscheinung sich die Mormonen hinsichtlich der Entstehung ihrer Religion berufen.

Da die meisten der genannten Gruppen nur vergleichsweise junge Überlieferungen haben, können sie auch auf spätere jüdische Kolonien zurückgehen oder ihren Kultus (nebst der Überlieferung von den verlorenen Stämmen) von diesen übernommen haben.
Einzelne Exegeten gehen davon aus, dass Israel als theologische Größe erst nach 722 v. Chr. bestanden hat. In diesem Fall wäre der Bund der Zwölf Stämme Israels eine Fiktion aus späterer Zeit ohne historische Grundlage und die Suche nach den „Verlorenen Stämmen Israels“ obsolet. Es handelt sich dabei jedoch um Einzelmeinungen.